# Хейз, Джонни
Джонатан Хейз (англ. Jonathan Hayes; 9 июля 1987, Дублин, Ирландия) — ирландский футболист, вингер клуба «Абердин» и сборной Ирландии.

## Клубная карьера
Хейз — воспитанник английского клуба «Рединг». Для получения игровой практики он на правах аренды играл за «Форест Грин Роверс» и «Милтон-Кинс Донс». В 2007 году Джонатан перешёл в «Лестер Сити», но также не смог закрепиться в составе и на правах аренды играл за «Нортгемптон Таун» и «Челтнем Таун». В 2009 году Хейз присоединился к шотландскому «Инвернесс Каледониан Тисл». 8 августа в матче против «Данфермлин Атлетик» он дебютировал в шотландском Чемпионшипе. 29 августа в поединке против «Росс Каунти» Джонни забил свой первый гол за «Инвернесс». По итогам дебютного сезона Хейз помог клубу выйти в элиту. 14 августа 2010 года в матче против «Селтика» он дебютировал в шотландской Премьер-лиге.
Летом 2012 года Джонни перешёл в «Абердин». 4 августа в матче против «Селтика» он дебютировал за новый клуб. 18 августа в поединке против «Сент-Джонстона» Хейз забил свой первый гол за «Абердин». В 2014 году он помог команде выиграть Кубок шотландской лиги.
Летом 2017 года Хейз присоединился к «Селтику», подписав контракт на три года. Сумма трансфера составила 1 млн. евро. 5 августа в матче против «Харт оф Мидлотиан» он дебютировал за новую команду.

## Международная карьера
25 марта 2016 года в товарищеском матче против сборной Швейцарии Хейз дебютировал за сборную Ирландии.

## Достижения
«Абердин»
- Обладатель Кубка шотландской лиги: 2013/2014